# عدد مصاص دماء
العدد مصاص الدماء هو عدد صحيح خاص, يدعى عدد ما عددا مصاصا للدماء إذا كان يحقق الشروط التالية:
- v = y × x يجب تتكون كتابته فقط من الأرقام المستعملة في كتابة x و y و لكن بترتيب مختلف. تسمى الأعداد x و y مخالب (fangs)
- يجب أن يكون عدد أرقام العدد v عددا زوجيا.
- يجب أن لا تتكرر في كتابة v أصفار متتالية[1]

## أمثلة
- 1260 = 21 × 60
- 21x87=1827
- 1395 = 93 × 15